# バーサークフューラー
バーサークフューラー（BERSERK FÜHRER）は、トミー（現タカラトミー）より発売されているゾイドシリーズに登場する架空の兵器。本記事では各派生機や、関連性を持つ凱龍輝に付いても記載。

## 概要
『ゾイド』第2期シリーズ（1999～2006年）にて初登場。その背景ストーリーである『ゾイドバトルストーリー』やアニメ作品にも登場するが、媒体ごとに設定は異なる。
2001年当時に発売された玩具製品の開発はトミーの大河原紀雄によって行われた。原案となったのは第2期ゾイドスタート時、ジェノザウラーの企画以前に描かれたティラノサウルス型ゾイドで、このデザインは第一期シリーズにおいてデザイナーを担当したトミーの藤野凡平によって描かれたものとなる。
元々、バーサークフューラーは素体をベースに装甲のみを改変し共和国仕様・帝国仕様の双方で発売する企画も検討されていた。初期の帝国仕様のスケッチにおいては、バスタークローやバックパックではなく火器を1基のみ装備したものも存在する。こうした中で、共和国仕様のデザイン案の一つとして検討されたものの一つがゴジュラスMk3となる。
なお、本製品の発売以前には前脚部を展開し、地面に設置可能にしたものや、背部スラスターからフィンを展開するデザインも公開されていたが、実製品では導入されていない。

## 設定解説
| バーサークフューラー BERSERK FÜHRER | バーサークフューラー BERSERK FÜHRER |
| ----------------------------------- | --- |
| 番号                                | EZ-049 BF-02 |
| 所属                                | ガイロス帝国(鉄竜騎兵団) ネオゼネバス帝国 チーム・サベージハンマー（フューザーズ） |
| 分類                                | ティラノサウルス型 |
| 全長                                | 22.7m 22.3m(素体時) |
| 全高                                | 12.3m 7.2m(素体時) |
| 重量                                | 127.0t 80.0t(素体時) |
| 最高速度                            | 340.0 km/h |
| 乗員人数                            | 1名 |
| 武装・装備                          | 荷電粒子砲×1 エレクトロンファング ストライクレーザークロー×2 ストライククロー×2 アンカー×2 ストライクスマッシュテイル×1 荷電粒子ジェネレーター×3 放熱システム イオンブースターパック バスタークロー（Eシールド/AZ185mmビームキャノン）×2 ハイマニューバスラスター×2 バーニアスラスター×10 |
| 主な搭乗者                          | ヴォルフ・ムーロア（バトルストーリー） ブレード（フューザーズ） ハニバル・ビクトル大佐(漫画ゾイドウォーズゼロ) グローリエ（フルメタルクラッシュ） ガイツ（フルメタルクラッシュ） |

『ゾイドバトルストーリー』におけるバーサークフューラー
旧ゼネバス帝国亡命技術者が遺したノウハウをも取り入れ、ライガーゼロの兄弟機として開発された鉄竜騎兵団（）の旗艦ゾイド。『竜鬼』のコードネームを持つ
西方大陸戦争時のゾイド開発ベースは長い年月の間クローニングされてきた素体をベースにしており、その性能向上には限界があった。強力な装備を開発出来ても、その真価を引き出せるゾイドが居なければ無用の長物だったのだ。そこでゾイド開発者たちが着目したのが、太古よりゾイド人の生活の一部に組み込まれることを頑なに拒み続けた完全野生体の採用だった。類まれな戦闘能力を持つこれらの野生ゾイドをベースに新しいゾイドの開発を行うことが出来れば、さらなる強力なゾイドの開発が可能となる。こうした野生体ゾイドをベースとした新型ゾイドの開発に積極的な姿勢を見せたガイロス帝国軍では、「U作戦」を展開しライオン型、ティラノサウルス型ベースの新型ゾイドの開発に着手した。
その中でも惑星Ziの食物連鎖の中で、純粋なティラノサウルス型野生体はその頂点に立つと言われる強力な素体であった。かねてから亜種（デスザウラーなど）や変種（ゴジュラス）を戦闘用に改造した機体は存在したものの、個体の捕獲が困難であることと気性が激しく調整が難しいことから、素体としての価値はこれまで疑問視されていた。帝国軍ではこの純粋なティラノサウルス型野生体を採用した「プロトレックス」を製作し、これをベースとした初のゾイドとしてジェノザウラーを開発したものの、野生体をベースとした機体の制御はパイロットとのシンクロ率に依存し、不安定要素が大きかったためオーガノイドシステムを実験的に導入し野生体の制御を強制的に安定させる措置を施している。しかしながら、このオーガノイドシステムは野生の闘争本能のみを刺激する偏ったシステムであり、高い戦闘能力と引き換えにパイロットへの精神的な負担やゾイド自体の精神破壊を招き、さらにはゾイドコアの寿命を極端に短くするデメリットが存在した。
その後、「プロトレックス」をベースに、ジェノザウラー派生機などのノウハウを組み入れ、完全野生体を採用したティラノサウルス型ゾイドの再開発が行われた。ライガーゼロと共に同じコンセプトで開発されたこのバーサークフューラーは、ティラノサウルス型の完全野生体特有の本能を尊重したゾイドで、制御がパイロットとのシンクロ率に依存するものの、オーガノイドシステム搭載型ゾイドに匹敵する生命力を獲得。計算上の総合戦闘能力においてジェノブレイカーをも凌ぐと言われる。
アニメ『ゾイド新世紀スラッシュゼロ』におけるバーサークフューラー
こちらの設定では、本編時間軸の過去に開発された人工知能搭載型のゾイドとして扱われる。詳細は#バーサークフューラーVeSを参照。
漫画『機獣新世紀ZOIDS』におけるバーサークフューラー
同作では、「"D"」を目覚めさせるためにプロイツェンがレイヴンに与えたゾイドとして登場する。詳細は#バーサークフューラー（レイヴン仕様機）を参照。
『HMM（ハイエンドマスターモデル）』におけるバーサークフューラー
こちらではバスタークローとハイマニューバスラスターをはじめとする基本装備は「バーサークユニット」と呼ばれ、さらにその装甲もミクロ単位の凹凸加工と特殊なフェライトコーティングが施された「マルチレイヤー・アニーヴネス・アーマー」という優れたステルス性を有するもので構成されている。ただし、開発経緯の解説において実際にバーサークフューラーの開発と運用を主導したガイロス帝国内のゼネバス系陣営や鉄竜騎兵団のことには一切触れられていない。
一方で、2018年3月発売『HMM シュトゥルムユニット』の説明書においてはシュトゥルムユニットではバーサークフューラーが持つ野生の本能はパイロットに著しい負担をかけるため、「バーサークユニット」と呼称される通常装備は野生の本能をコントロールすることに適した兵装として扱われている。
しかしながら、同年同日発売の『HMM シュトゥルムテュラン』の解説においては、シュトゥルムユニットでは乗り手に著しい負担をかけるため、バスタークローを用いた通常装備が兵士の理想に近い野生体のコントロールができたとしている。

### 武装・装備
荷電粒子砲
口腔内に装備。ジェノザウラー系統からさらに改良され、威力が高い集束型と範囲が広い拡散型の2タイプに切り替えが可能となった。
ジェノザウラー同様に使用のための発射形態を取るが、バーサークフューラーではさらにバスタークローを前面に向けた「フルバースト」と呼称される形態も存在する。
エレクトロンファング
牙部の装備。小型ゾイドならば容易に引きちぎることが可能。
ストライクレーザークロー
前脚の爪部。レーザーを用いて重装甲を切断可能。敵機を抑えつけることも可能で、威力はライガーゼロに装備されたものと同等。
ストライククロー
後ろ脚の爪部。機体の中で最も硬い部位。
アンカー
荷電粒子砲発射時の反動を受け止めるためのアンカー。
ストライクスマッシュテイル
打撃攻撃を可能としている尾部。
荷電粒子ジェネレーター
尾部に内蔵された、荷電粒子砲発射時に必要となるエネルギーを発生させる装置。
放熱システム
尾部に内蔵される。荷電粒子砲発射時に発生する熱を排気するための装置。
イオンブースターパック
高速走行の際に使用されるロケットエンジン。
バスタークロー
背部に可動アームを介して装備される。第一次大陸間戦争時代に大破したマッドサンダーの「マグネーザー」を回収、復元し、サンダーホーンによる実装を経て発展・開発されたもので、威力はマッドサンダーのそれに及ばないものの、可動アームにより広い攻撃範囲を持ち、束ねた3本の刃をマグネッサーシステムの応用により超高速回転させて大型ゾイドさえも破壊する威力を誇るマグネーザー、ドリル部を構成する刃を展開することで量産型ジェノザウラーの荷電粒子砲にも耐えるEシールド、砲撃戦に対応するAZ185mmビームキャノンに加え、高速移動時のスタビライザーやバスターライフルとしても機能する。
『HMM』版では尾部（ストライクスマッシュテイル）先端にもバスタークローを装備しており、内部にはレーザートーチが格納されている。
ハイマニューバスラスター
イオンブースターパック両側面に内蔵される。ジェノブレイカー搭載型のスラスターから小型化・高性能化がなされたもの。
バーニアスラスター
腹部や股間部、脚部といった各所に設置されたスラスター。
脚部脹脛部に備えられたものは開閉機能を持つ。
CAS(チェンジングアーマーシステム)
バーサークフューラーにはライガーゼロ同様CASが採用されている。元々、前型機のジェノザウラーでは設計時に拡張性を考慮されており、変化する戦局に併せて強化型を短時間で導入出来る試みがなされていた。エレファンダーを経たバーサークフューラーではその設計思想を踏襲し、戦局に合わせた装備換装や、後々の機体バージョンアップが可能となっている。バーサークフューラーにおいてはカスタマイズパーツCP-27 シュトゥルムユニットが用意され、換装形態であるシュトゥルムフューラーが存在する。
また追加武装として、ディロフォースの頭部（小型荷電粒子砲、Eシールド）とグランチャーのレーザーソードを装着可能。

## キット

### トミー（タカラトミー）版
EZ-049 バーサークフューラー
2001年7月発売。組みたて難易度は全ゾイド中1のLV6である。モーター駆動により歩行（尻尾・腕が連動）と荷電粒子砲発射形態への変形を切り替えで行うことが可能。ライトニングサイクスやデススティンガー同様バックパック側に電池ユニットを持ち、これを取り外してカスタマイズパーツCP-16 ゾイドコントローラーを接続すればギミックの切り替えをコントローラー側で操作することが可能となる。また、足裏の歩行用補助パーツが取り外せるように設計されており、後に発売されたダークスパイナーやゴジュラスギガ、デスレイザーも同様の機構をとっている。パーツ番号の付け方も、これまでの組み立て順に通し番号を振るという付け方から、ランナーごとに1から数え直すという形に変更された。
2002年1月には専用パーツである	CP-27シュトゥルムユニットが発売され、アーマー部をこれに変更することでシュトゥルムフューラーとなる。アメリカのハズブロ社より発売された海外版での商品名は「#049 Berserk Fury」。
シュトゥルムテュラン
2003年5月発売。成型色とシールを変更（シールのマーキングがネオゼネバス帝国）したバーサークフューラーおよびカスタマイズパーツCP-27 シュトゥルムユニットを同梱したキットとして限定発売された。カラーリング以外の形状はシュトゥルムフューラーと同一。
FZ-006 バスターフューラー
2004年9月下旬発売。紫みを帯びた白だった装甲の成型色をわずかに濃くしたバーサークフューラー、ブラウンだった嘴や爪の成型色を赤に変更したバスターイーグル、新規ユニゾンパーツおよびシールを同梱している。
RZ-070 凱龍輝
2003年8月発売。キットは「EZ-049 バーサークフューラー」から多くのパーツを流用したリデコレーション商品。素体の部分はほぼバーサークフューラーと同一ながらも爪部および牙部、頭部の骨格、装甲の部分は完全に新規である。また、バーサークフューラーと同様にカスタマイズパーツ「CP-16 ゾイドコントローラー」を接続して操作することが出来る。バーサークフューラーには無かったディスプレイ用のスタンドが付属しており、これで腹部を支えて両足が空中に浮いた状態で飾ることが出来る。バーサークフューラーと凱龍輝では接触する腹部形状に差異はないため、このディスプレイ用のスタンドはバーサークフューラーを乗せることも可能。
当初、凱龍輝のB-CASは3体のブロックスに分離することが考えられており、ホビージャパン誌2003年12月号では3体目のブロックスであるイノシシ型の雷電の自作コンペの告知が行われたが、うやむやになった。
FZ-018 凱龍輝・真
アニメ『ゾイドフューザーズ』における凱龍輝の登場に際し、凱龍輝に雷電用の新規パーツを追加、シールを変更したキットとして、2004年12月下旬ごろ発売された。
鋼鉄機神 アダマスマキナ AMZ-01 バーサークフューラー
2025年3月発売予定。完成品合金トイで外装パーツを装着することで野生体、素体、完全体が再現可能。また、ディスプレイ台座が付属しているほか、余剰パーツを飾るためのハンガーフレーム（飾り台）も付属している。

### HMMシリーズ
シリーズ第33弾。2012年8月発売。各部位の手動による可動とCASユニットや素体形態への組み換え、ゾイドコア内蔵ブロックの取り外しなどが可能。アニメ『ゾイド新世紀スラッシュゼロ』に登場したベガ・オブスキュラのパイロットフィギュアが付属している。新規ギミックはバスタークローを束ねるトラベリングロック機構とストライクスマッシュテイル先端に取り付けられた鋏状の武器など。
キット自体は前述のアニメ『スラッシュゼロ』の設定だが、デカールにはガイロス帝国の国章の他にPK師団および鉄竜騎兵団のエンブレムも付属しており、これを貼り付けることでバトルストーリー版の再現も可能である。ただし、コクピットのスペースがベガのものに合わせてあるため、そのままでは通常パイロットのフィギュアがコクピットに収まらない。2018年3月には成型色を変更し装備をシュトゥルムユニットに変更したシュトゥルムテュランとシュトゥルムフューラーに改造するバーサークフューラー専用シュトゥルムユニットセットが発売され、コトブキヤショップ限定で赤いバーサークフューラーに改造するシュトゥルムテュラン専用バーサークユニットセットが発売された。

## 作中での活躍

### バトルストーリー
『ゾイド公式ファンブック』（小学館）
『ゾイド公式ファンブック3』で初登場。ZAC2100年10月。ガイロス帝国軍・ニクシー基地の攻略戦においてヴォルフ・ムーロアが搭乗。未完成の素体の状態で稼働し、突入してきた共和国軍のシールドライガーDCS-J、ガンスナイパーらを葬る。その後同基地の地下工場に置かれていたライガーゼロの素体をレイ・グレックが鹵獲し、それと交戦。荷電粒子砲を用いてライガーゼロを攻撃した後、同基地に置かれていたインターフェイスを回収し、ホエールキングに飛び移り撤退した。
同年6月には暗黒大陸南海岸において、同地を防衛していたガイロス帝国部隊への攻撃に参加。同年7月にはエントランス湾のガイロス帝国守備隊への攻撃を行う。
同年8月には、暗黒大陸のウィグリド平原にて鉄竜騎兵団の軍事拠点に対する進軍を行った共和国軍・閃光師団の前に立ちはだかる。グランチャーのジャミングウェーブによって行動不能となった同部隊の各機を他のSSゾイドとともに攻撃していくが、その直後に登場したガンブラスターの一斉射を受け、さらに隙を突き装甲を排除したライガーゼロの反撃を受けている。その後ヴォルフ・ムーロアが搭乗するバーサークフューラーと、レイ・グレックが搭乗するライガーゼロ（素体）は交戦するものの、実戦経験の差からヴォルフのバーサークフューラーは窮地に立たされる。その直後にヴォルフを救うべく、ズィグナー・フォイアーが搭乗するブラッディデーモンが拠点から出撃するものの、ライガーゼロと交戦し同機も撃破される。ヴォルフはズィグナーを救出すべく、バックパックを除いたバーサークフューラーの装甲を排除し、レイの駆るライガーゼロと激突。バスタークローによってゾイドコア付近にダメージを与え、ズィグナーを救出し撤退した。

### 『てれびくん』掲載ストーリー
こちらではマッカーチスやディマンティスを引き連れ、ライガーゼロと交戦。また、ゴジュラスとも一騎打ちを行い、バスタークローによってすれ違い様に撃破している。

### アニメ
『ゾイドフューザーズ』では主人公のライバルチームのチーム・サベージハンマーに所属するブレードが搭乗。リュックが搭乗するバスターイーグルとZiユニゾンすることでバスターフューラーとなる。リヒタースケールは究極のゾイドを作る「オペレーション・ジェネシス」の一環としてこのバーサークフューラーの戦闘データを収集し続け、この機体をベースに凱龍輝を作り出した。

### 漫画
学年誌小学三年生掲載漫画『ゾイドウォーズ・ゼロ』では宿敵ハニバルの乗機として登場。ディロフォースやグランチャーの装備などを駆使しつつ主人公スパイクの駆るライガーゼロと激突し、後にスチュルムバーサーカーへと換装し最終決戦に挑んだ。

### 登場ゲーム
ゲーム『ZOIDS 〜白銀の獣機神ライガーゼロ〜』ではボスキャラとして初登場。背面装備がロングライフル1基の構成となった第一形態と、バスタークローやイオンブースターパックを装備した第2形態（同ゲームでは「バーサークフューラー重装型」と呼称される）が存在する。
その後『ZOIDS2 ヘリック共和国VSガイロス帝国』『ZOIDS VS2』『ゾイドタクティクス』、『ゾイドインフィニティ』、『ゾイドカードコロシアム』などにライガーゼロと共に常連に近い形で登場する。

### 玩具宣伝映像
2001年～2002年に店頭公開されたPV「ZOIDS The IRON BIBLE」では帝国側の機体としてダークスパイナー、ライガーゼロイクスとともにケーニッヒウルフなどの共和国ゾイドと激戦を繰り広げる。このPVではライガーゼロイクス護衛用に配属されたガイロス帝国軍正規部隊・幻影部隊の機体という設定となっている。
アニメやZOIDS VS.シリーズ、2001年放送「バーサークフューラー」玩具CMやこの店頭公開PVではバスタークローのビームキャノンからも荷電粒子砲のようなビームを発射可能となっている。口腔内の荷電粒子砲を含めた三基の発射形態で、トミー版「EZ-040 バーサークフューラー」のパッケージ解説においてもバスタークローの前面展開と荷電粒子砲発射形態を併用した同様の「フルバースト」と呼ばれる呼称の形態が記載されているが、相関は不明。アニメでは威力は絶大だが、固定アンカーを使用しても後退してしまうほど反動が大きい攻撃として描かれている。

## バリエーション

### シュトゥルムフューラー
| シュトゥルムフューラー | シュトゥルムフューラー |
| ---------------------- | --- |
| 所属                   | ガイロス帝国軍・鉄竜騎兵団 ネオゼネバス帝国 |
| 分類                   | ティラノサウルス型 |
| 全長                   | 23.4m |
| 全高                   | 14.4m |
| 重量                   | 140.0t |
| 最高速度               | 450.0 km/h(ホバリング時) |
| 乗員人数               | 1名 |
| 武装                   | 荷電粒子砲×1 エレクトロンファング ストライクレーザークロー×2 ストライククロー×2 ストライクスマッシュテイル×1 荷電粒子ジェネレーター×3 イオンブースターパック シュトゥルムブースター×2 ハイマニューバスラスター×2 アクティブシールド（エクスブレイカー）×2 スラスター ヘッドアーマー |

EZ-049 バーサークフューラーに専用CAS（チェンジングアーマーシステム）であるカスタマイズパーツCP-27 シュトゥルムユニットを装備した形態。
シュトゥルムユニットは機動力と防御力の強化を主眼としたユニットであり、各部装甲はより厚くなっている。換装によって機体の特性が大幅に変化することからシュトゥルムフューラーと呼ばれる。脚部スラスターや背部シュトゥルムブースターにより最高速度は450km/hにまで向上し、圧倒的な機動力と荷電粒子砲による火力を活かした電撃戦を主眼としてと開発された。そのため、荷電粒子砲で打撃を与えた後に急速接近、エクスブレイカーで敵機を切り裂く戦法を得意とする。反面、パイロットに著しい負担をかけるCASであることから試作テストの段階で実戦投入が見送られていた。バーサークフューラーの素体が持つ凶暴性を白兵戦で生かすことができる形態である
武装・装備
シュトゥルムブースター
背部側面外側に装備する。
アクティブシールド
ショルダーカウルに可動アームを介して接続される。特殊鋼で作られており、ガンブラスターの一斉砲撃を受け止めるほどの防御力を持つ。また、シールドにはエクスブレイカーを格納する。
ヘッドアーマー
シュトゥルムフューラーの頭部装甲。
スラスター
機体腿部装甲に1基ずつ、踵部装甲に3基装備する。踵部のものは中央部のスラスターが荷電粒子砲発射時のアンカーを兼ねている。
作中の活躍
ZAC2101年12月。ネオゼネバス帝国が中央大陸に侵攻した際には、ダークスパイナーのジャミングウェーブによって弱体化した共和国軍を蹴散らし、中央大陸占領に貢献した。
登場ゲーム
『ゾイドタクティクス』、『ゾイドインフィニティ』、『ゾイドカードコロシアム』といったゲームに登場。これらでは「BF（バーサークフューラー）シュトゥルム」と呼称される。
プレイステーション専用『ZOIDS2 ヘリック共和国VSガイロス帝国』においてはアクティブシールドユニットの代わりにEシールドを装備し、シュトゥルムブースターをバスタークロー用アームで保持した状態で登場した。
ゲームキューブ専用『ゾイドフルメタルクラッシュ』では、シュトゥルムフューラーの名称は用いられず、カスタマイズでバーサークフューラーにエクスブレイカーを装備することで再現された。

### シュトゥルムテュラン
| シュトゥルムテュラン STURM TYRANN | シュトゥルムテュラン STURM TYRANN |
| --------------------------------- | --- |
| 所属                              | ネオゼネバス帝国 |
| 分類                              | ティラノサウルス型 |
| 全長                              | 22.7m |
| 全高                              | 15.2m |
| 重量                              | 145.0t |
| 最高速度                          | 400 km/h |
| 乗員人数                          | 1名 |
| 武装                              | 荷電粒子砲×1 エレクトロンファング ストライクレーザークロー×2 ストライククロー×2 アンカー×2 ストライクスマッシュテイル×1 荷電粒子ジェネレーター×3 イオンブースターパック シュトゥルムブースター×2 ハイマニューバスラスター×2 アクティブシールド（エクスブレイカー）×2 スラスター×10 |
| 主な搭乗者                        | カール・ウェンザー |

シュトゥルムフューラーのうち、深紅の機体がシュトゥルムテュランと呼ばれる。
作中の活躍
『ZOIDS妄想戦記』「紅の未来・黒き過去」
ZAC2103年の戦いにおいて「紅い疾風」ことカール・ウェンザー少佐の乗機が活躍。ネオゼネバス建国以後、西方大陸に残存する共和国軍への攻撃のため出撃したが、レイヴェンラプターを駆るガイロス帝国軍のハンケル・サーベラー中佐と交戦している。。
ゾイドバトルストーリー
ZAC2101年12月の鉄竜騎兵団による中央大陸侵攻の際に、本機の姿が確認できる。

### エスパーダ・デ・プラタ
| エスパーダ・デ・プラタ | エスパーダ・デ・プラタ |
| ---------------------- | ---------------------- |
| 分類                   | ティラノサウルス型     |
| 全長                   | 22.7m                  |
| 全高                   | 12.3m                  |
| 重量                   | 127.0t                 |
| 最高速度               | 340.0 km/h             |
| 主な搭乗者             | プラタ                 |

ゲームボーイアドバンス用ソフト『サイバードライブゾイド 機獣の戦士ヒュウ』に登場する白銀の魔女の異名を持つゾイダー、プラタの専用機。正式名称はラ・エスパーダ・デ・プラタ。機体色がダークグレーのシュトゥルムフューラーである。

### スチュルムバーサーカー
| スチュルムバーサーカー | スチュルムバーサーカー                           |
| ---------------------- | ------------------------------------------------ |
| 所属                   | 帝国軍                                           |
| 分類                   | ティラノサウルス型                               |
| 乗員人数               | 1名                                              |
| 主な搭乗者             | ハニバル・ビクトル大佐（漫画ゾイドウォーズゼロ） |

小学三年生掲載コミック『ゾイドウォーズ・ゼロ』に登場する改造シュトゥルムフューラー。頭部と尾部装甲が改変された、スチュルム=突撃用の機体。
作中では主人公スパイクの敵ハニバル・ビクトル大佐が搭乗しライガーゼロを追い詰めるが、荷電粒子砲を放とうとした際にストライクレーザークローを口腔部に押し込まれ、大破した。

### バスターフューラー
| バスターフューラー BUSTER FÜHRER | バスターフューラー BUSTER FÜHRER |
| -------------------------------- | --- |
| 番号                             | FZ-006 |
| 所属                             | チーム・サベージハンマー（フューザーズ） |
| 分類                             | ティラノサウルス／ワシ型 |
| 全長                             | 24.5m |
| 全高                             | 16.5m |
| 重量                             | 151.0t |
| 最高速度                         | 340.0 km/h |
| 乗員人数                         | 2名 |
| 武装                             | 荷電粒子砲×1 エレクトロンファング ストライクレーザークロー×2 ストライククロー×2 アンカー×2 ストライクスマッシュテイル×1 荷電粒子ジェネレーター×3 イオンブースターパック バスタークロー（Eシールド/AZ185mmビームキャノン）×2 ハイマニューバスラスター×2 バーニアスラスター×10 バスターキャノン×2 マグネッサーウイング×2 対空ミサイル×4 対地ミサイル×4 爆撃用ボム×2 |
| 使用ブロック                     | コアブロック×1 空ブロック×2 8連ブロック（空）×1 |
| 主な搭乗者                       | ブレード リュック（フューザーズ） |

アニメ『ゾイドフューザーズ』に登場。主人公RDのライバルであるブレードが搭乗するバーサークフューラーとリュックが搭乗するバスターイーグルがZiユニゾンした合体ゾイド。チーム・サベージハンマー所属。空中戦と格闘戦、砲撃戦において強力な戦闘力を発揮する。ブレードとリュックの2人体制であるため、後ろからの攻撃に対してもどちらか1人の操縦者が反応しEシールドを展開する戦法も可能となっている。劇中では第3話より登場。第13話ではRDのライガーゼロフェニックスと激闘を繰り広げたが、マトリクスドラゴン相手の戦闘中、エナジーライガーの一撃を浴びて機体は大破し、起動不能となってしまう。

### ヤクトフューラー
| ヤクトフューラー JAGD FÜHRER | ヤクトフューラー JAGD FÜHRER                |
| ---------------------------- | ------------------------------------------- |
| 所属                         | 帝国                                        |
| 分類                         | ティラノサウルス型                          |
| 全長                         | 22.7m                                       |
| 重量                         | 156.0t                                      |
| 最高速度                     | 290.0 km/h                                  |
| 武装                         | （追加装備） 2連長距離砲 脚部ミサイルポッド |

EZ-049 バーサークフューラーの砲撃戦形態。ライガーゼロパンツァー同様、長距離キャノンと多数のミサイルポッドで火力が強化されている。シュトルムフューラーと同時期に開発が行われていたバルエーション機（ユニット）で、試作段階でも相当の火力を持っていた重砲撃戦用ゾイドだが、バーサークフューラー本体が荷電粒子砲を持っているため採用されなかった。
「ヤクトユニット」として、シュトゥルムユニットとは同時期にデザインが起こされていたが製品化されなかったCAS案のひとつ。設定画が『電撃ホビーマガジン』に掲載されたほか、『小学五年生』『小学六年生』誌では「開発が見送られた幻のゾイドの復元」と銘打って既存のゾイドパーツとのミキシングによる再現例が掲載された。
その他、ゲーム「ZOIDS SAGA シリーズ」ではバーサークフューラーYの名称で登場する。

### ゼネバスフューラー
| ゼネバスフューラー | ゼネバスフューラー                             |
| ------------------ | ---------------------------------------------- |
| 分類               | ティラノサウルス型                             |
| 全長               | 23.0m                                          |
| 重量               | 127.0t                                         |
| 最高速度           | 600.0 km/h                                     |
| 武装               | 集束荷電粒子砲 レーザークロー 12蓮連装ミサイル |

家庭用ゲームソフトZOIDS SAGA シリーズに登場。バーサークフューラーZ（ゼネバス）とも呼称される。カラーリングは赤で頭部の形状が通常と異なっており、装甲の各所ににスラスターが取り付けられている。
アーカディア王国を乗っ取った「皇帝」が、部下のオーピスに製作させた機体で、バーサークフューラーのゾイドコアにデスザウラー（アニメ版）のゾイド因子を加え、さらに様々な時代の強力ゾイドのデータを参考にして開発された。物語終盤にて皇帝本人が搭乗し、アトレーたちと戦う。ゲームによってはバーサークフューラーのチェンジングアーマーの1つとして運用できる。

### バーサークフューラーVeS
| バーサークフューラーVeS | バーサークフューラーVeS              |
| ----------------------- | ------------------------------------ |
| 所属                    | チーム・ベガ（スラッシュゼロ）       |
| 分類                    | ティラノサウルス型                   |
| 全長                    | 22.7m                                |
| 全高                    | 12.3m                                |
| 重量                    | 127.0t                               |
| 最高速度                | 340.0 km/h                           |
| 乗員人数                | 1名                                  |
| 主な搭乗者              | ベガ・オブスキュラ（スラッシュゼロ） |

アニメ『ゾイド新世紀スラッシュゼロ』に登場。完全自律の人工知能「オーガノイドシステム」を搭載した“アルティメットX”と呼称されるゾイドの1体。素体の状態で海底遺跡から引き揚げられ、後にラオン博士の手によって装甲が取り付けられた。バックドラフト団の天才的ゾイド乗りのベガ・オブスキュラが搭乗する。
高性能を有する反面、パイロットは体力の消耗が激しいという欠点を持つ。またライガーゼロと同じく自我を有しており、ベガの操縦を受け付けず勝手に行動する場面もあった。
アニメでは実際のキット構成とは異なり、バスタークローの刃の向きを自在に変えることが可能になっている。また、バスタークローはAZ185mmビームキャノンの他、荷電粒子砲の発射機能が備わっている。口腔内の荷電粒子砲との同時斉射はジャッジサテライトを破砕するほどの威力を有するが、その反動により機体とパイロットへの著しい負担を強いる。
この呼称は「ゾイドバトルカードゲーム」に登場した際のもの。アニメ『ゾイド新世紀スラッシュゼロ』作中ではバーサークフューラーと呼称される。他の媒体に登場するバーサークフューラーとの外観的差異はない。
作中の活躍
アニメ『ゾイド新世紀スラッシュゼロ』
第22話にてバックドラフト団の手により海底遺跡から発掘され、続く第23話においてチームブリッツとチームライトニングのバトルに乱入する形で初陣を飾った。装備が未完成の素体状態ながら両チームの機体を悉く蹴散らした。ライガーゼロイエーガーの一撃で手傷を負ったものの、その性能の高さを見せつけた。
その後はバックドラフト団の計画の主力として、4年に一度の祭典ロイヤルカップに参加。単機ながら圧倒的な戦闘力で次々と他の選手たちを撃破し、大会を混乱させた。そして大会最終局面で、チームブリッツおよび主人公ビット・クラウドのライガーゼロと対戦。格闘戦を苦手とするゼロパンツァーを接近戦で圧倒、バラッドのシャドーフォックスの奇襲でバスタークローの一方を失うも、ビームキャノンの一撃で大破させた。しかし、タイプゼロにチェンジしたライガーゼロの反撃により劣勢となり、その最中バスタークローを破壊された衝撃でコックピット内のベガが意識を失い、フューラー自身が本能のままに暴走。しかしゼロとの戦いの中、意識を回復したベガが強制脱出装置を作動させたことで機能を停止し、バトルから敗退した。
漫画『ゾイド新世紀スラッシュゼロ』
別冊コロコロコミック版『ゾイド新世紀スラッシュゼロ』ではアルタイルの乗機として登場し、「ゾイドバトルを利用し強力なゾイドを減らし、世界を征服する」という目的を達成すべく、ビットのライガーゼロと激しいラストバトルを行う。パンツァーユニットに換装したライガーゼロに肉薄するも、最終的には素体となったライガーゼロの逆襲を受け敗北する。
漫画『ゾイド・ゼロ』
学年誌小学二年生掲載漫画『ゾイドゼロ』ではベガが搭乗し、デススティンガー軍団を率いてライガーゼロと決戦を繰り広げた。

### バーサークフューラー（レイヴン仕様機）
| バーサークフューラー（レイヴン仕様機） | バーサークフューラー（レイヴン仕様機） |
| -------------------------------------- | -------------------------------------- |
| 所属                                   | ガイロス帝国                           |
| 分類                                   | ティラノサウルス型                     |
| 主な搭乗者                             | レイヴン(機獣新世紀・ZOIDS)            |
| バーサークフューラー・シャドーエッジ   |                                        |
| 所属                                   | ガイロス帝国                           |
| 分類                                   | ティラノサウルス型                     |
| 主な搭乗者                             | レイヴン(機獣新世紀・ZOIDS)            |

漫画『機獣新世紀・ZOIDS』に登場。同漫画でオーガノイド・シャドーが合体した他のゾイド同様、機体の色が黒く変化している。模擬戦で改造アイアンコングやジェノブレイカーを撃破する活躍を見せる。後に改修され“バーサークフューラー・シャドーエッジ”へと強化される。

#### バーサークフューラー・シャドーエッジ
演習場の地形が変わるほど長きに渡る戦闘試験から得られたデータを元に、博士（ドクトル）Fによりカスタマイズされたバーサークフューラー。その戦闘力はデススティンガーを凌駕する。機体の色は黒で頭部にはオーガノイド・シャドーのそれを意識したような鋭いエッジが伸びている。通常機では背部にバスタークローとハイマニューバスラスターを装備していたが、シャドーエッジに改良された際にこれらの装備は取り外された。主な武装は、口腔内の荷電粒子砲と背部および脚部に装備された8本のレーザーブレード。戦闘時にこの8本のレーザーブレードを一斉に展開、敵機に斬りかかる必殺モードを持つ。ホウライに向かったバンたちに強襲を掛け、彼のシーザーと激しい戦いを繰り広げるが、レイヴンは戦闘中に思い出した過去の記憶から情緒不安定になっていたのもあり、またしてもバンに不覚を取り敗北。この戦いを最後にバンとレイヴンは和解し、シャドーエッジもホウライ側に回収された。

### バーサークフューラー BNカスタム
電撃ホビーマガジン2001年9月号「SMACK ZOIDS」で掲載された改造バーサークフューラー。「黒き騎士」とも呼ばれる機体で、全身黒色のボディとウェポンアームの左側装備がジェノブレイカーのフリーラウンドシールドに交換されているのが特徴。
BNは鉄竜騎兵団所属の騎士道を重んじるエースパイロット、ブラック・ネルソン大尉にちなむ。シュトゥルムスパイナーとの模擬戦に敗れる。

### プロトレックス
電撃ホビーマガジン2001年9月号、同年11月号に掲載されたバーサークフューラー、ジェノザウラー共通のベース機。野生体に手を加えた機体という設定で、その外観はバーサークフューラー素体に類似している。この時点でも基本性能はジェノザウラーと同等だとされる。
元々はバーサークフューラーの初期案の一つで、この素体をベースに共和国仕様アーマー、帝国仕様アーマーを用意し両陣営での発売が検討されていたとされる。

### タイラントレックス
電撃ホビーマガジン2001年11月号に掲載されたゾイド。プロトレックスから発展したジェノザウラーの次期量産型候補機であったが、ジェノブレイカーのコピー機が前線に配備されたため制式採用は見送られ、後続機体の礎になったとされる。
外観はバーサークフューラーに類似するが、背部の兵装はキャノン砲1基のみとなっている。

### バーサークアーマー
| バーサークアーマー BERSERK ARMOR | バーサークアーマー BERSERK ARMOR |
| -------------------------------- | -------------------------------- |
| 所属                             | ガイロス帝国                     |
| 分類                             | ティラノサウルス型               |
| 全長                             | 22.7m                            |
| 全高                             | 24.8m                            |
| 重量                             | 186.3t                           |
| 最高速度                         | 219.0 km/h                       |

『ゾイド改造マニュアル』に掲載。下半身は戦車に変更されている。また、バスタークロー部にはバリアと敵軍の電子回路を妨害する装備が増設されている。
初出は『小学四年生』2001年9月号。

### ローターフューラー
| ローターフューラー ROTOR FÜHRER | ローターフューラー ROTOR FÜHRER |
| ------------------------------- | ------------------------------- |
| 所属                            | ガイロス帝国                    |
| 分類                            | ティラノサウルス型              |
| 全長                            | 23.8m                           |
| 全高                            | 14.1m                           |
| 重量                            | 125.0t                          |
| 最高速度                        | 360 km/h(陸) M2.5(空)           |

『ゾイド改造マニュアル』に掲載。バスタークローに飛行機能を付加したほか、前脚部や背部に火器を増設している。
初出は『小学五年生』2001年9月号

### ブラッディフューラー
| ブラッディフューラー | ブラッディフューラー |
| -------------------- | -------------------- |
| 全長                 | 23.4m                |
| 全高                 | 14.3m                |
| 重量                 | 136.0t               |
| 最高速度             | 350 km/h             |

『ゾイドバトラー雷牙』に登場。敵キャラの滝川紫流が使う改造キットの一つで、ライガーゼロ用のパンツァーユニットやシュナイダーユニットのパーツを取り付けている。
初出は『小学三年生』2001年10月号、および『小学四年生』2001年10月号。

### バーサークMAX
| バーサークMAX | バーサークMAX |
| ------------- | ------------- |
| 全長          | 25.3m         |
| 全高          | 14.1m         |
| 重量          | 130.0t        |
| 最高速度      | 320 km/h      |

『ゾイドバトラー雷牙』に登場。獅子野 力が使用する改造作品で、バーサークフューラーにケーニッヒウルフ用のデュアルスナイパーライフルや5連装ミサイルポッドを取り付けている。
初出は『小学五年生』2002年3月号。

### ゴジュラスMk3
電撃ホビーマガジン2001年9月号、2002年12月号、2005年2月号に掲載されたゾイド。バーサークフューラーにゴジュラス風の外装を装着しており、「G-REX」とも呼称される。

## 凱龍輝
| 凱龍輝 GAIRYUKI | 凱龍輝 GAIRYUKI |
| --------------- | --- |
| 番号            | RZ-070 |
| 所属            | ヘリック共和国 |
| 分類            | ティラノサウルス型 |
| 全長            | 23.8m |
| 全高            | 12.6m |
| 重量            | 118.0t |
| 最高速度        | 290.0 km/h |
| 乗員人数        | 1名 |
| 武装            | 集光荷電粒子砲 バイトファング キラークロー×4 集光パネル×11 イオンブースター×2 ビームバルカン×4 マグネッサーウイング×2 |
| 使用ブロック    | コアブロック×2 |

『ゾイドバトルストーリー』における凱龍輝
ヘリック共和国軍のティラノサウルス型ゾイド。
ネオゼネバス帝国軍との戦いにおいてヘリック共和国軍の反抗の切り札であったゴジュラスギガは決して運用が簡単なゾイドとは言えず、ヘリック共和国軍ではより軽量運用ができるティラノサウルス型ゾイドが求められた。鹵獲した野生体のバーサークフューラーを元に「ゴジュラスMk・3」という仮称を与えられたゾイドも開発されていたが、ネオゼネバス帝国軍の新型ゾイド、セイスモサウルスによる中央大陸完全制圧に伴いその開発は暗礁に乗り上げ、ヘリック共和国軍そのものが東方大陸への撤退を余儀なくされる。ヘリック共和国軍はその劣勢を挽回すべく、保有する大型ゾイドの開発ノウハウ全ての提供と引き換えに同地の民間軍事企業ZOITEC社の費用負担のもと、共同で新型ゾイドの開発を行った。
こうしてゴジュラスギガを開発した「戦略技術部」と呼ばれるチームが担当のもと、ガイロス帝国軍から提供されたバーサークフューラーと同種のティラノサウルス型の完全野生体、ヘリック共和国軍のゴジュラス系ゾイドの製造技術、民間軍事企業ZOITEC社のBLOX技術を集約し、集光パネルを装備した「対セイスモサウルス用ゾイド」として凱龍輝は完成する。
頭部を除いたフレームの構造はバーサークフューラーをベースとしつつ、装甲は新機軸の「B-CAS（ブロックスチェンジングアーマーシステム）」が採用された。また、凱龍輝はディスペロウ、エヴォフライヤーとの連携が想定されており、それぞれの機体と合体することで火力や格闘能力の強化、ゾイドコア同士のリンクによって出力を向上させることも可能となった。
機体名は惑星Ziに不時着した地球移民船グローバリーIIIの乗員のうち、東アジア系地球人が多く居住する東方大陸の人々への感謝の意を込め、彼らに伝わる「漢字」を使用しており、集光パネルが輝く姿と故郷の中央大陸に「凱旋」するという願いの下に名付けられた。
アニメ『ゾイドフューザーズ』における凱龍輝
こちらの設定では、リヒタースケールが行った「オペレーション・ジェネシス」によって開発されたゾイドとしている。作中ではブレードの機体が登場した。

### 武装・装備
集光荷電粒子砲
頭部の口腔内に装備される。「集光パネル」によって吸収した敵のビームを体内で急速に生成して発射することが可能。
バイトファング
凱龍輝の牙部。
キラークロー
両手足の爪。バイトファングとこの装備によって凱龍輝は格闘能力を強化された。
イオンブースター
機体各部に搭載。これとマグネッサーウイングによりオリジナルのバーサークフューラーを凌ぐ機動性を獲得した。
また、戦力評価上では低空および高空での活動も可能としている。
ビームバルカン
バックパック部に内蔵された火器。分離時は月甲の装備となる。
マグネッサーウイング
バックパックの主翼部。分離時は飛燕の主翼となる。
集光パネル
Eシールドと古代チタニウム合金の応用によって開発された。敵の光学兵器のエネルギーを吸収し、さらにそれを凱龍輝のエネルギーとして転用することを可能とする防御システムである。反面、物理攻撃には脆弱な側面も持つ。
B-CAS（）
略してB-CAS（）とも呼称される。ゾイドブロックスをCASとして運用するシステム。最初から通常ゾイドに装備することを想定したブロックスであり、装甲を付けた状態ではバラバラに分割されても生体機能を維持しつつ、分離した時は2機の無人ブロックスゾイドとなり、凱龍輝の本体をサポートする。
これらB-CASとなるブロックスとの共生のため、凱龍輝のゾイドコア周辺の加工神経にはZOITEC社の技術によって専用の調整がなされた。
凱龍輝を開発した「戦略技術部」では戦局に応じて形態を変化させる汎用性を重視したタイプが実用化したが、別の開発チームである「武器開発部」で開発されたライガーゼロフェニックスの搭載タイプは、ブロックスシステムを追加ジェネレーターとして扱う「フェニックスシステム」へと個別に発展している。
飛燕
凱龍輝の装甲が分離して構成されるツバメ型のサポートブロックス。低空域での格闘戦なら中型ゾイドに匹敵する性能を誇り、シュトルヒを引き裂き撃破することも可能としている。
月甲
凱龍輝の装甲が分離して構成されるカブトガニ型のサポートブロックス。水上での戦闘を得意としており、頑強な装甲によって体当たり攻撃も可能。
飛燕と月甲は、それぞれ空と海から戦闘や偵察で能力を発揮する。また、バトルストーリー中ではレオゲーターと合体した姿も見られた。

### 作中での活躍 （凱龍輝）
バトルストーリー
実戦テストである「中央大陸南岸奇襲作戦」にて登場。原型機であるネオゼネバス帝国軍のバーサークフューラーと交戦した。素体に変化しての回避や、エヴォフライヤーやディスペロウとの合体によるコア出力向上を駆使し、集光荷電粒子砲によって撃破する活躍を見せた。
ZAC2107年におけるキマイラ要塞での戦闘においてはネオゼネバス帝国軍が開発したセイスモサウルスの超集束荷電粒子砲（ゼネバス砲）に苦戦するゴジュラスギガや、ライガーゼロ部隊を支援するために参戦。最初の戦闘ではデータ不足からゼネバス砲を吸収しきれずに集光パネルが溶解するなど不具合も起こったが、
ZAC2109年春における共和国首都奪還のための戦闘においては、ゴジュラスギガと連携を取りネオゼネバス帝国軍のセイスモサウルスを撃破した。
アニメ
『ゾイドフューザーズ』ではエナジーライガーの攻撃により再起不能になったバスターフューラーに替わり、チーム・サベージハンマーに所属するブレードが搭乗する新たなライバル機として登場（第14話）。
ゲーム
トレーディングカードゲーム『ゾイドカードコロシアム』ではレベル9のカードであり、ブレードが搭乗することで「凱龍輝デストロイ」にバリエーションチェンジする。
「ゾイドフルメタルクラッシュ」では闇バトルに現れるゾイド乗りオストー・フォイアーが操縦する白い凱龍輝が登場した。
PS2版『ゾイドインフィニティフューザーズ』では、フューザーズストーリーモードでアニメと同様にブレードの愛機として、凱龍輝と強化された凱龍輝デストロイが登場する。

### バリエーション（凱龍輝）

#### 凱龍輝デストロイ
| 凱龍輝デストロイ GAIRYUKI DESTROY | 凱龍輝デストロイ GAIRYUKI DESTROY |
| --------------------------------- | --------------------------------- |
| 全長                              | 23.8m                             |
| 重量                              | 150.0t                            |
| 最高速度                          | 190.0 km/h                        |

凱龍輝にディスペロウが合体した砲撃戦に特化した形態。中距離～長距離の戦闘能力が向上する。

#### 凱龍輝スピード
| 凱龍輝スピード GAIRYUKI SPEED | 凱龍輝スピード GAIRYUKI SPEED |
| ----------------------------- | ----------------------------- |
| 全長                          | 23.8m                         |
| 重量                          | 130.0t                        |
| 最高速度                      | 370.0 km/h                    |

凱龍輝にエヴォフライヤーが合体した形態。

#### 凱龍輝バスター
RZ-070 凱龍輝 商品パッケージに掲載。背面にバスターイーグルのバスターキャノンを装備した凱龍輝。

#### 司令凱龍輝
RZ-070 凱龍輝の組立説明書に掲載されている。凱龍輝の素体部分にエヴォフライヤー、ディスペロウのパーツが合体した形態。
この他にもディスペロウ、エヴォフライヤーの2機を飛燕、月甲とチェンジマイズした強化型飛燕、強化型月甲が存在する。

#### 凱龍輝（ブレード仕様機）
| 凱龍輝（ブレード仕様機） | 凱龍輝（ブレード仕様機） |
| ------------------------ | ------------------------ |
| 所属                     | チーム・サベージハンマー |
| 分類                     | ティラノサウルス型       |
| 全長                     | 23.8m                    |
| 全高                     | 12.6m                    |
| 重量                     | 118.0t                   |
| 最高速度                 | 290.0 km/h               |
| 乗員人数                 | 1名                      |
| 乗員人数                 | 1名                      |
| 主な搭乗者               | ブレード（フューザーズ） |

アニメ『ゾイドフューザーズ』第14話で初登場。リヒタースケールが「オペレーションジェネシス」の一環として、バーサークフューラーを参考に開発したゾイドであり、「究極のゾイド」候補の1体。
初戦でファイヤーフェニックスを、第21話ではアイアンコングを、第25話ではディメトロプテラなどを撃破し、その圧倒的な戦闘力を見せ付ける。またディスペロウおよびエヴォフライヤーとの戦闘に勝利し、この2機を従えZiユニゾンによって凱龍輝デストロイ、凱龍輝スピードの2種類の形態になることが可能となった。最終的にはライバルのRDのライガーゼロファルコンと共闘してエナジーライガーやアルティメットセイスモに立ち向かっている。
なお、設定では水中支援機とされる月甲だが、アニメ本編においては飛燕と同様に陸上および空中でも活動可能となっている。月甲は単体でEシールドを張ることも可能で、シールドを張っていなくてもライガーゼロフェニックスのダイビングレーザークローを完全に防御できるほどに頑丈。
飛燕・月甲はブレードの意思を凱龍輝のコクピットにあるセンサーが感知することで、自動的に分離・合体をすることが可能となっている。
さらに、リュックの解説では飛燕・月甲それぞれがユニゾンゾイドに匹敵する力を持っているとされている。
集光パネルシステムは劇中では“レイ・エナジー・アキュームレーター”と呼称される。
ディスペロウとのユニゾン形態である凱龍輝デストロイは、アイアンコングの群れを一瞬で消滅させるほどの火力を秘めている。
エヴォフライヤーとのユニゾン形態である凱龍輝スピードは、エナジーシステムを発動したエナジーレイライガーとほぼ同等のスピードをたたき出すことができる他、グラビティーゾイドなどの姿を消す相手を“次元レーダー”で捕捉することが可能。エヴォフライヤーは、エナジーレイライガーとの戦闘で破壊されてしまっている。
飛燕・月甲、凱龍輝デストロイ、凱龍輝スピードなど、数々の異常なスペックを披露し続け、搭乗者のブレードさえもその異常さに長らく困惑しており、この異常な性能が究極のゾイド候補として作られたことによるものと明かされたのはストーリー終盤だった。

#### 凱龍輝・真
| 凱龍輝・真 GAIRYUKI SHIN | 凱龍輝・真 GAIRYUKI SHIN |
| ------------------------ | --- |
| 番号                     | FZ-018 |
| 所属                     | チーム・サベージハンマー |
| 分類                     | ティラノサウルス型 |
| 全長                     | 23.8m |
| 全高                     | 12.6m |
| 重量                     | 125.0t |
| 最高速度                 | 280.0 km/h |
| 乗員人数                 | 1名 |
| 主な搭乗者               | ブレード（フューザーズ） |
| 武装                     | 集光荷電粒子砲 バイトファング キラークロー×4 集光パネル×12 イオンブースター×2 ビームバルカン×4 マグネッサーウイング×2 ブロックスマウント×19 AZ電磁レーザーキャノン 4連装マルチプルキャノン AZサーチセンサー |
| 使用ブロック             | コアブロック×3 |

イノシシ型ブロックス雷電が加わったことであらゆる局面に対応することが出来るように強化された凱龍輝。アニメ『ゾイドフューザース』の放送当時のキット発売と共に設定された形態であるが、劇中には登場しない。この理由付けとして「リヒタースケールによって製作されてはいたものの、雷電の装備による重量増加は一撃離脱戦法を好むブレードの戦い方にそぐわなかったため、届けられなかった」との解説も存在する。また、キットでは解説されていない飛燕の機首（凱龍輝の尾部先端の装甲にあたる）の武装が劇中で使用されている。

#### ガイリュウキRV
ゲーム「ゾイドタクティクス」に登場するレイヴン専用カラーの凱龍輝。装甲の色は紫、集光パネルの色は緑となっている。
「ゾイドカードコロシアム」においては凱龍輝にレイヴンのカードを使うことによってバリエーションチェンジで出現する。